# 慈雲寺 (阿里山鄉)
慈雲寺是位在台灣嘉義縣阿里山鄉阿里山森林遊樂區的寺院，舊名阿里山寺。

## 歷史

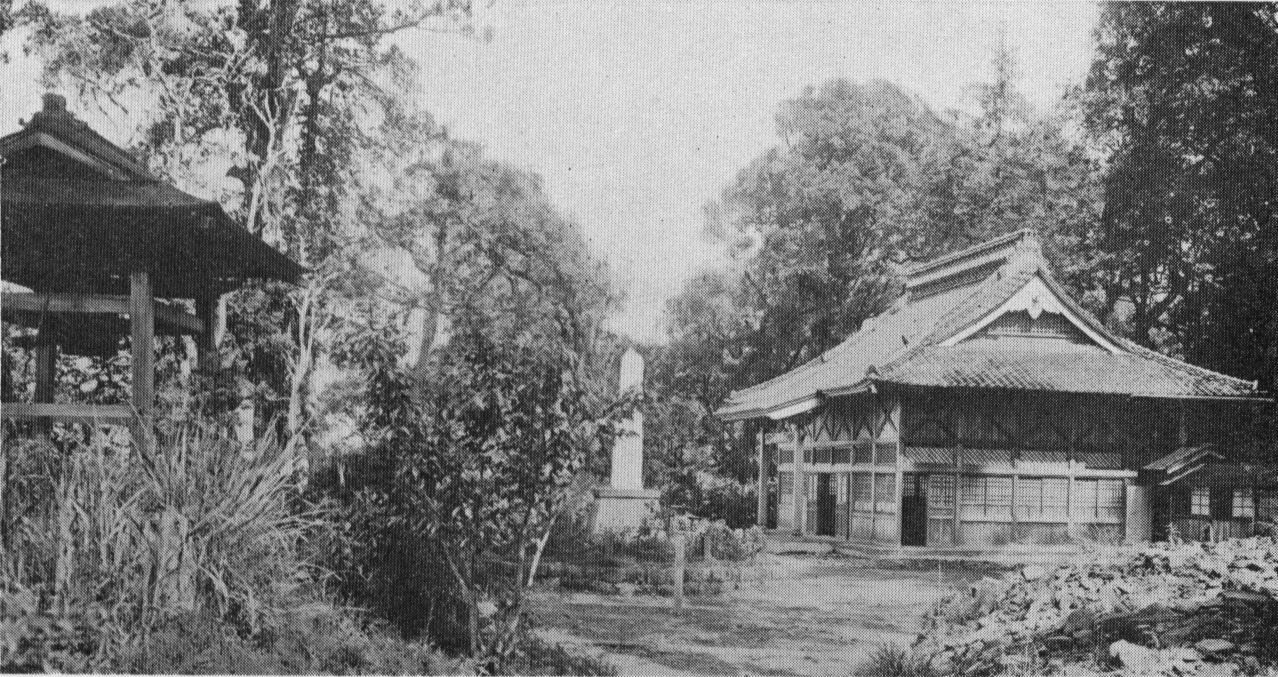
阿里山寺舊照，左方建築為鐘樓。

台灣日治時代大正8年（1919年），作為曹洞宗的「阿里山寺」建立。本尊是泰國國王贈予大正天皇的釋迦牟尼佛像，後由當時的曹洞宗管長日置默仙祀於本寺。初由日本比丘坪井朴龍於此住持佛法，續於大正11年（1921年）塑一銅鐘並建鐘亭一座。戰後改稱「慈雲寺」直到現在。

## 慈雲觀景
慈雲寺附近通往阿里山神木群的步道區域是阿里山國家森林遊樂區內最佳的雲海、晚霞、落日觀賞景點之一，該觀景站同時可遠眺阿里山聚落與塔山山景。

## 相關照片

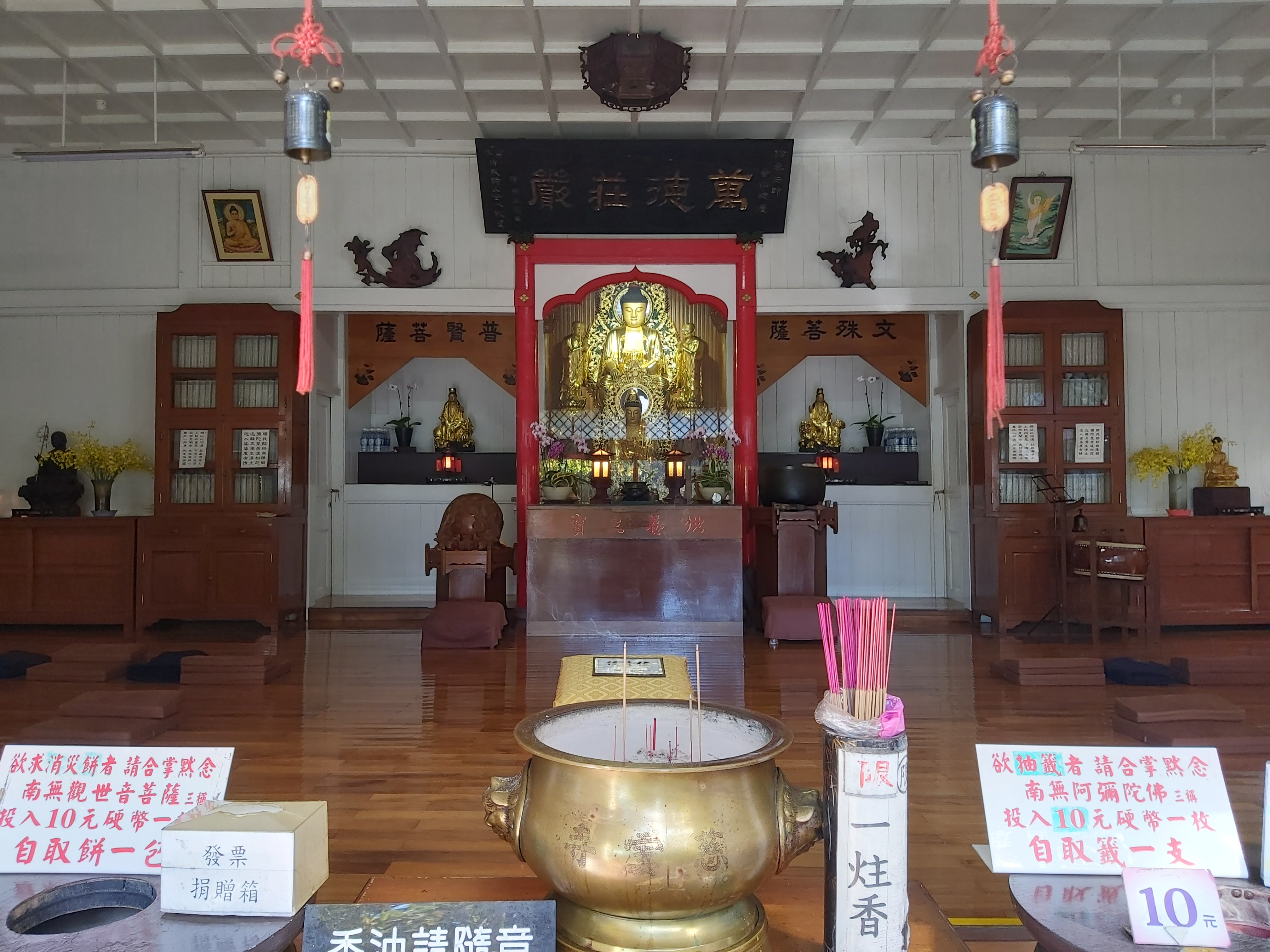
本殿
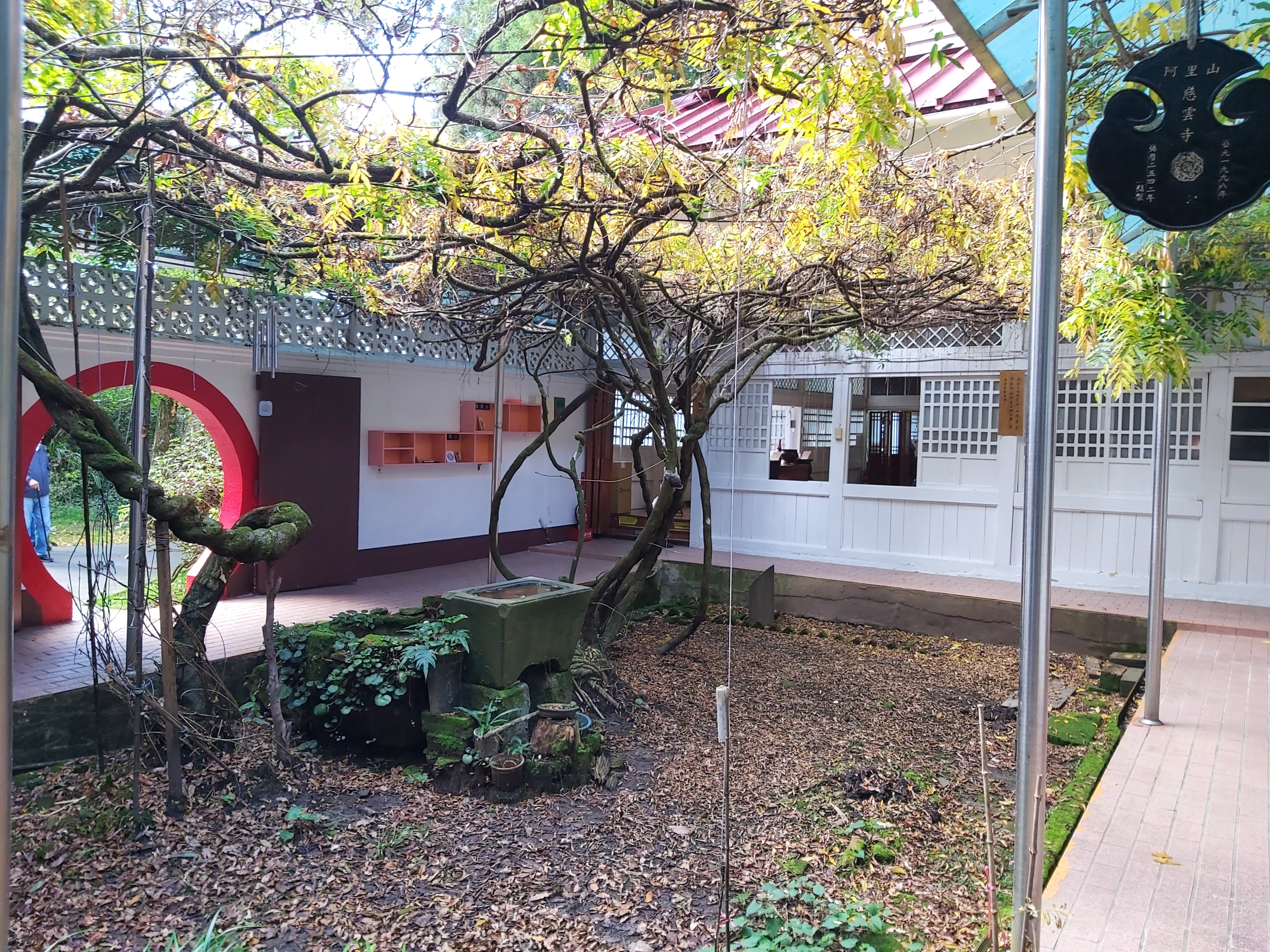
庭園
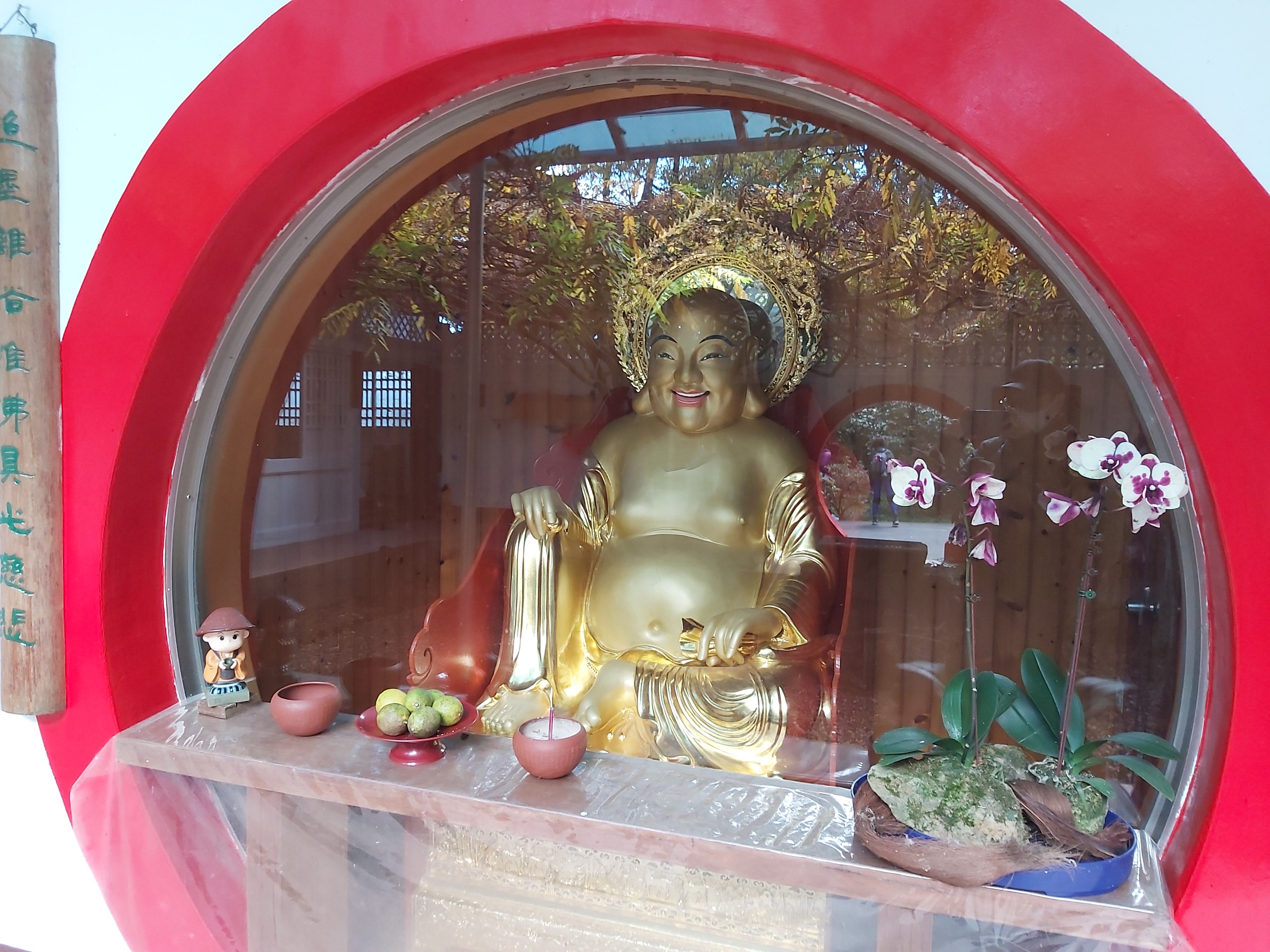
彌勒殿
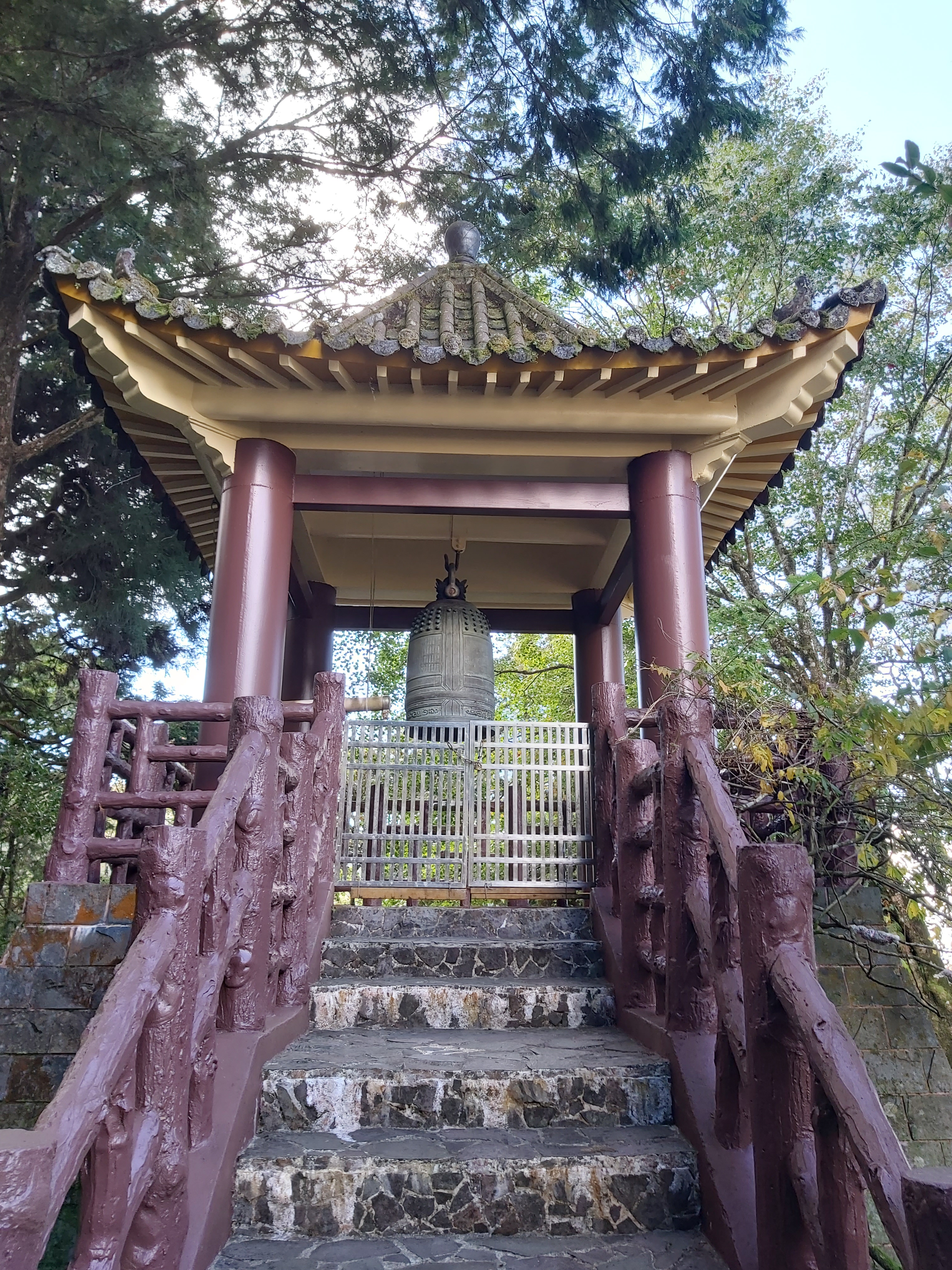
鐘亭

- 阿里山慈雲寺 （页面存档备份，存于）
- 阿里山慈雲寺大殿 （页面存档备份，存于）
- 阿里山慈雲寺(山門) （页面存档备份，存于）